# Bundesliga Femenina de Futbol
La Bundesliga Femenina de Futbol (en alemanyFrauen-Bundesliga), actualment coneguda com a FLYERALARM Frauen-Bundesliga per motius de patrocini, és la primera divisió de la lliga alemanya de futbol femení.
El 1990 l'Associació Alemanya de Futbol (DFB) va crear la Bundesliga Alemanya Femenina, basant-se en el model de la Bundesliga masculina. Primer es va jugar amb les divisions nord i sud, però el 1997 els grups es van fusionar per formar una lliga uniforme. Actualment la lliga està formada per dotze equips i les temporades solen durar des de finals d'estiu fins a finals de primavera amb un descans a l'hivern. El campio i el subcampió es classifiquen per a la Lliga de Campions, que ha sigut guanyada per equips de la Bundesliga en nou ocasions.

## Format de competició
La Bundesliga està formada per dotze equips. Al final d'una temporada, el club que ocupa el primer lloc és el campió, guanyant el títol de Deutscher Meister, i els clubs que acaben 11è i 12è són substituïts pels respectius equips primers classificats del campionat d'inferior categoria, excepte quan l'ha guanyat un equip filial que el seu lloc és ocupat pel següent classificat. Fins a la temporada 2017-18 la segona divisió tenia dos campionats nord i sud i pujava el campió de cada campionat.
Una temporada de la Bundesliga consta de dues rondes, amb 22 partits combinats. En una ronda, tots els clubs juguen entre ells, tenint un partit a casa contra un club concret en una ronda i un partit fora de casa a l'altra. Les temporades comencen normalment a l'agost o setembre, i la primera ronda acaba al desembre. La segona ronda normalment comença al febrer i acaba al maig o juny, encara que de vegades els primers jocs de la segona ronda es celebren al desembre. Durant els anys de la Copa del Món, la lliga pot modificar el seu calendari per acollir el torneig.
La classificació de la Bundesliga està determinada pels punts que ha guanyat un club durant una temporada. Una victòria val 3 punts, un empat 1 i una derrota 0. Els desempats són per ordre decreixent de diferència de gols, gols a favor i resultats d'enfrontaments directes. Si no es pot trencar l'empat a la taula de la lliga, es celebra un partit de desempat.

## Equips 2022-23
Bayer Leverkusen — Bayern de Múnic — 1.FC Colonia — MSV Duisburg - Essen — Eintracht Frankfurt — Friburg — TSG Hoffenheim — SV Meppen — Turbine Potsdam — Werder Bremen — VfL Wolfsburg

## Palmarès
| Edició  | 1r              | 1r | 2n              | 2n | 3r                  | 3r | 4t                 | 4t | 5è               | 5è | 6è                  | 6è | 7è                 | 7è | 8è                  | 8è |
| ------- | --------------- | -- | --------------- | -- | ------------------- | -- | ------------------ | -- | ---------------- | -- | ------------------- | -- | ------------------ | -- | ------------------- | -- |
| 1995-96 | GW Brauweiler   | 46 | SF Siegen       | 45 | FC Rumeln           | 39 | Eintracht Rheine   | 32 | Fortuna Hannover | 23 | Turbine Potsdam     | 21 | T. Borussia Berlin | 19 | Eintracht Wolfsburg | 19 |
| 1995-96 | FSV Frankfurt   | 49 | SG Praunheim    | 39 | TuS Niederkirchen   | 35 | Klinge Sekach      | 34 | TuS Ahrbach      | 23 | VfL Sindelfingen    | 20 | VfR Saarbrücken    | 19 | TSV Crailsheim      | 14 |
| 1996-97 | GW Brauweiler   | 47 | FC Rumeln       | 46 | SF Siegen           | 40 | Eintracht Rheine   | 31 | Turbine Potsdam  | 27 | Fortuna Hannover    | 26 | Schmalfelder SV    | 13 | WSV Wolfsburg       | 13 |
| 1996-97 | FSV Frankfurt   | 52 | SG Prauheim     | 38 | TuS Niederkirchen   | 29 | VfR Saarbrücken    | 28 | TSV Crailsheim   | 22 | SC Sand             | 22 | Klinge Sekach      | 20 | FSV Schwarzbach     | 18 |
| 1997-98 | FSV Frankfurt   | 56 | SG Praunheim    | 50 | FCR Duisburg        | 47 | GW Brauwieler      | 39 | SF Siegen        | 38 | Turbine Potsdam     | 30 | Eintracht Rheine   | 29 | 1.FC Saarbrücken    | 29 |
| 1998-99 | 1.FFC Frankfurt | 59 | FCR Duisburg    | 56 | SF Siegen           | 37 | Turbine Potsdam    | 29 | FSV Frankfurt    | 29 | WSV Wendschott      | 27 | 1.FC Saarbrücken   | 24 | TuS Niederkirchen   | 24 |
| 1999-00 | FCR Duisburg    | 60 | 1.FFC Frankfurt | 45 | SF Siegen           | 42 | Turbine Potsdam    | 41 | GW Brauweiler    | 39 | SC Bad Neuenahr     | 38 | WSV Wendschott     | 35 | FFC Flaesheim       | 20 |
| 2000-01 | 1.FFC Frankfurt | 54 | Turbine Potsdam | 44 | FCR Duisburg        | 40 | Brauweiler Pulheim | 37 | FFC Flaesheim    | 33 | Bayern de Múnic     | 33 | FSV Frankfurt      | 28 | SF Siegen           | 26 |
| 2001-02 | 1.FFC Frankfurt | 58 | Turbine Potsdam | 44 | FCR Duisburg        | 44 | Bayern de Múnic    | 40 | FSV Frankfurt    | 39 | SC Freiburg         | 35 | Brauweiler Pulheim | 33 | Heike Rheine        | 27 |
| 2002-03 | 1.FFC Frankfurt | 57 | Turbine Potsdam | 55 | FCR Duisburg        | 44 | Heike Rheine       | 38 | Bayern de Múnic  | 37 | Brauweiler Pulheim  | 34 | FSV Frankfurt      | 27 | SC Freiburg         | 24 |
| 2003-04 | Turbine Potsdam | 61 | 1.FFC Frankfurt | 57 | Heike Rheine        | 43 | FCR Duisburg       | 35 | Bayern de Múnic  | 34 | Hamburger SV        | 34 | SC Bad Neuenahr    | 28 | VfL Wolfsburg       | 27 |
| 2004-05 | 1.FFC Frankfurt | 63 | FCR Duisburg    | 56 | Turbine Potsdam     | 49 | Bayern de Múnic    | 33 | SC Bad Neuenahr  | 33 | FSV Frankfurt       | 25 | Heike Rheine       | 25 | SC Freiburg         | 23 |
| 2005-06 | Turbine Potsdam | 59 | FCR Duisburg    | 55 | 1.FFC Frankfurt     | 52 | SC Bad Neuenahr    | 44 | Hamburger SV     | 33 | SGS Essen           | 30 | SC Freiburg        | 29 | Bayern de Múnic     | 27 |
| 2006-07 | 1.FFC Frankfurt | 60 | FCR Duisburg    | 51 | Turbine Potsdam     | 44 | Bayern de Múnic    | 38 | SC Bad Neuenahr  | 33 | SGS Essen           | 32 | TSV Crailsheim     | 32 | VfL Wolfsburg       | 30 |
| 2007-08 | 1.FFC Frankfurt | 54 | FCR Duisburg    | 53 | Turbine Potsdam     | 38 | Bayern de Múnic    | 38 | SC Bad Neuenahr  | 37 | VfL Wolfsburg       | 34 | SGS Essen          | 33 | SC Freiburg         | 21 |
| 2008-09 | Turbine Potsdam | 54 | Bayern de Múnic | 54 | FCR Duisburg        | 53 | 1.FFC Frankfurt    | 45 | SGS Essen        | 30 | Hamburger SV        | 29 | SC Freiburg        | 29 | VfL Wolfsburg       | 27 |
| 2009-10 | Turbine Potsdam | 59 | FCR Duisburg    | 54 | 1.FFC Frankfurt     | 51 | Bayern de Múnic    | 39 | VfL Wolfsburg    | 37 | SC Bad Neuenahr     | 32 | Hamburger SV       | 28 | USV Jena            | 21 |
| 2010-11 | Turbine Potsdam | 58 | 1.FFC Frankfurt | 57 | FCR Duisburg        | 51 | Hamburger SV       | 38 | Bayern de Múnic  | 35 | SC Bad Neuenahr     | 33 | VfL Wolfsburg      | 32 | Bayer Leverkusen    | 21 |
| 2011-12 | Turbine Potsdam | 56 | VfL Wolfsburg   | 53 | 1.FFC Frankfurt     | 46 | FCR Duisburg       | 45 | SGS Essen        | 31 | Bayern de Múnic     | 28 | SC Bad Neuenahr    | 26 | SC Freiburg         | 23 |
| 2012-13 | VfL Wolfsburg   | 53 | Turbine Potsdam | 49 | 1.FFC Frankfurt     | 47 | Bayern de Múnic    | 43 | SC Freiburg      | 32 | SGS Essen           | 30 | SC Bad Neuenahr    | 30 | Bayer Leverkusen    | 26 |
| 2013-14 | VfL Wolfsburg   | 55 | 1.FFC Frankfurt | 53 | Turbine Potsdam     | 49 | Bayern de Múnic    | 39 | USV Jena         | 31 | SGS Essen           | 27 | Bayer Leverkusen   | 26 | SC Freiburg         | 25 |
| 2014-15 | Bayern de Múnic | 56 | VfL Wolfsburg   | 55 | 1.FFC Frankfurt     | 53 | Turbine Potsdam    | 48 | SGS Essen        | 28 | TSG Hoffenheim      | 26 | SC Freiburg        | 23 | USV Jena            | 20 |
| 2015-16 | Bayern de Múnic | 57 | VfL Wolfsburg   | 47 | 1.FFC Frankfurt     | 46 | SC Freiburg        | 32 | SGS Essen        | 32 | USV Jena            | 31 | Turbine Potsdam    | 30 | TSG Hoffenheim      | 28 |
| 2016-17 | VfL Wolfsburg   | 54 | Bayern de Múnic | 52 | Turbine Potsdam     | 50 | SC Freiburg        | 45 | 1.FFC Frankfurt  | 37 | SGS Essen           | 32 | TSG Hoffenheim     | 30 | SC Sand             | 28 |
| 2017-18 | VfL Wolfsburg   | 56 | Bayern de Múnic | 53 | SC Freiburg         | 48 | Turbine Potsdam    | 45 | SGS Essen        | 39 | 1.FFC Frankfurt     | 31 | SC Sand            | 30 | TSG Hoffenheim      | 25 |
| 2018-19 | VfL Wolfsburg   | 59 | Bayern de Múnic | 55 | Turbine Potsdam     | 42 | SGS Essen          | 41 | 1.FFC Frankfurt  | 34 | TSG Hoffenheim      | 33 | SC Freiburg        | 26 | SC Sand             | 25 |
| 2019-20 | VfL Wolfsburg   | 62 | Bayern de Múnic | 54 | TSG Hoffenheim      | 49 | Turbine Potsdam    | 37 | SGS Essen        | 35 | 1.FFC Frankfurt     | 33 | SC Freiburg        | 31 | SC Sand             | 25 |
| 2020-21 | Bayern de Múnic | 61 | VfL Wolfsburg   | 59 | TSG Hoffenheim      | 44 | Turbine Potsdam    | 39 | Bayer Leverkusen | 33 | Eintracht Frankfurt | 30 | SC Freiburg        | 30 | SGS Essen           | 25 |
| 2021-22 | VfL Wolfsburg   | 59 | Bayern de Múnic | 55 | Eintracht Frankfurt | 46 | Turbine Potsdam    | 43 | TSG Hoffenheim   | 41 | SC Freiburg         | 32 | Bayer Leverkusen   | 22 | 1.FC Colonia        | 22 |
| 2022-23 | Bayern de Múnic | 59 | VfL Wolfsburg   | 57 | Eintracht Frankfurt | 54 | TSG Hoffenheim     | 48 | Bayer Leverkusen | 30 | SC Freiburg         | 24 | SGS Essen          | 23 | Werder Bremen       | 21 |
| 2023-24 | Bayern de Múnic | 60 | VfL Wolfsburg   | 53 | Eintracht Frankfurt | 44 | SGS Essen          | 35 | TSG Hoffenheim   | 34 | Bayer Leverkusen    | 31 | Werder Bremen      | 28 | RB Leipzig          | 26 |
| 2024-25 | Bayern de Múnic | 59 | VfL Wolfsburg   | 51 | Eintracht Frankfurt | 50 | Bayer Leverkusen   | 43 | SC Freiburg      | 38 | TSG Hoffenheim      | 36 | Werder Bremen      | 29 | RB Leipzig          | 27 |

## Màximes golejadores
| Edició  |                    |    |                 |    |                |    |                 |    |                   |    |                 |    |                   |             |                 |    |
| ------- | ------------------ | -- | --------------- | -- | -------------- | -- | --------------- | -- | ----------------- | -- | --------------- | -- | ----------------- | ----------- | --------------- | -- |
| 2007-08 | Grings             | 26 | Prinz           | 26 | Pohlers        | 20 | Aigner          | 16 | Thompson          | 16 | Wimbersky       | 15 | Müller            | 14          | Garefrekes      | 13 |
| 2008-09 | Grings             | 29 | Mittag          | 21 | Müller         | 21 | Aigner          | 17 | Garefrekes        | 14 | Hoffmann        | 13 | 4 jugadores       | 12          |                 |    |
| 2009-10 | Grings             | 28 | Garefrekes      | 19 | Mittag         | 17 | Alushi          | 16 | Pohlers           | 15 | Sasic           | 15 | Añonma            | 14          | Müller          | 14 |
| 2010-11 | Pohlers            | 25 | Garefrekes      | 23 | Grings         | 23 | Prinz           | 23 | Müller            | 20 | Sasic           | 17 | Mittag            | 15          | 2 jugadores     | 13 |
| 2011-12 | Añonma             | 22 | Pohlers         | 19 | Ogimi          | 12 | Garefrekes      | 11 | Kessler           | 11 | Sasic           | 11 | Islacker          | 10          | 2 jugadores     | 10 |
| 2012-13 | Ogimi              | 18 | Pohlers         | 16 | Islacker       | 15 | Lotzen          | 14 | Garefrekes        | 13 | Hagen           | 13 | 3 jugadores       | 3 jugadores | 3 jugadores     | 12 |
| 2013-14 | Sasic              | 20 | Garefrekes      | 18 | Añonma         | 16 | Müller          | 16 | Hartmann          | 13 | Islacker        | 13 | Hagen             | 12          | Kessler         | 12 |
| 2014-15 | Sasic              | 22 | Garefrekes      | 15 | Popp           | 14 | Müller          | 12 | Starke            | 11 | Añonma          | 10 | Stengel           | 9           | 3 jugadores     | 8  |
| 2015-16 | Islacker           | 17 | Miedema         | 14 | Huth           | 13 | Hartmann        | 11 | Hearn             | 11 | Däbritz         | 9  | Marozsán          | 9           | 4 jugadores     | 8  |
| 2016-17 | Islacker           | 19 | Miedema         | 14 | Hasret Kayikçi | 12 | Lina Magull     | 11 | Tabea Kemme       | 10 | 2 jugadores     | 8  |                   |             |                 |    |
| 2017-18 | Pernille Harder    | 17 | Lina Magull     | 12 | Linda Dallmann | 11 | Nina Burger     | 10 | Zsanett Jakabfi   | 9  | Fridolina Rolfö | 9  | 2 jugadores       | 8           |                 |    |
| 2018-19 | Ewa Pajor          | 24 | Pernille Harder | 18 | Lea Schüller   | 14 | Sara Däbritz    | 13 | Alexandra Popp    | 13 | Mandy Islacker  | 12 | Laura Feiersinger | 10          | Laura Freigang  | 10 |
| 2019-20 | Pernille Harder    | 27 | Nicole Billa    | 18 | Laura Freigang | 16 | Ewa Pajor       | 16 | Lea Schüller      | 16 | Lara Prašnikar  | 15 | Isabella Hartig   | 12          | Tabea Waßmuth   | 12 |
| 2020-21 | Nicole Billa       | 23 | Laura Freigang  | 17 | Lea Schüller   | 16 | Milena Nikolić  | 13 | Zsanett Jakabfi   | 11 | Sydney Lohmann  | 10 | 4 jugadores       | 8           |                 |    |
| 2021-22 | Lea Schüller       | 16 | Selina Cerci    | 13 | Tabea Waßmuth  | 13 | Nicole Billa    | 12 | Laura Freigang    | 12 | Chantal Hagel   | 12 | Hasret Kayikçi    | 11          | Lara Prašnikar  | 11 |
| 2022-23 | Alexandra Popp     | 16 | Lara Prašnikar  | 14 | Lea Schüller   | 14 | Ewa Pajor       | 12 | Laura Freigang    | 10 | 6 jugadores     | 9  |                   |             |                 |    |
| 2023-24 | Ewa Pajor          | 18 | Nicole Anyomi   | 11 | Lea Schüller   | 11 | Vanessa Fudalla | 10 | Nikola Karczewska | 10 | Vivien Endemann | 9  | Laura Freigang    | 9           | Pernille Harder | 9  |
| 2024-25 | Lineth Beerensteyn | 16 | Selina Cerci    | 16 | Nicole Anyomi  | 14 | Laura Freigang  | 12 | Pernille Harder   | 12 | Cornelia Kramer | 12 | Giovanna Hoffmann | 12          | Lea Schüller    | 12 |